# Bildtafel von Verkehrszeichen in Gambia
Die Bildtafel von Verkehrszeichen in Gambia zeigt eine Auswahl wichtiger Verkehrszeichen in Gambia.

## Verkehrszeichen
Verkehrszeichen sind ein wesentlicher Bestandteil des gambischen Straßennetzes. Alle Verkehrsteilnehmer müssen die unten aufgeführten Verkehrszeichen kennen und verstehen.
Hinweis: Die hier benutzten Grafiken sind Anlehnungen an die in Gambia benutzen Schilder.

No entry: Einfahrtverbot
Stop: Stoppschild
No U-turn: Wendeverbot
No right turn: Rechtsabbiegen verboten
Max speed limit: Zulässige Höchstgeschwindigkeit
Stop and give way: Vorfahrt gewähren
No stopping: Haltverbot
No parking: Parkverbot
No overtaking: Überholverbot
School crossing: Kinder
Pedestrian crossing: Fußgängerüberweg
Roadworks ahead: Arbeitsstelle
Right bend ahead: Kurve
Junction ahead: Kreuzung
Danger sharp curve ahead: Scharfe Kurve
Speed humps: Bodenwelle
Two way traffic ahead: Gegenverkehr
No passing Zone: Überholverbot
One way: Einbahnstraße
Hospital: Krankenhaus

## Beispiele der Verwendung von Verkehrszeichen

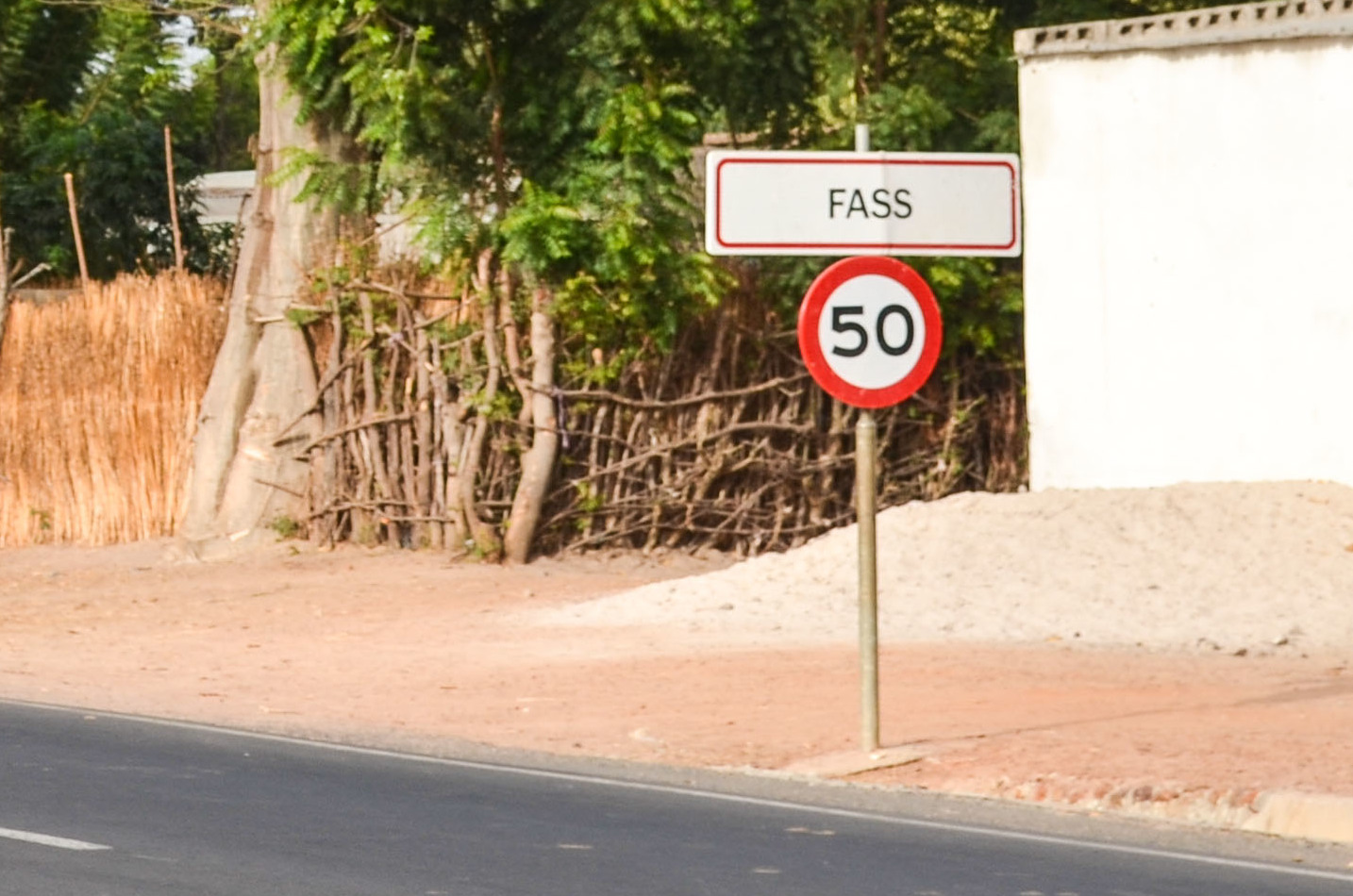
Max speed limit: Geschwindigkeits- begrenzung
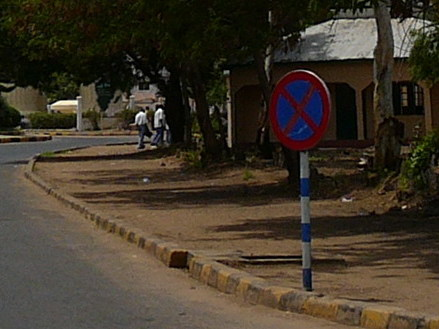
No stopping: Halteverbot
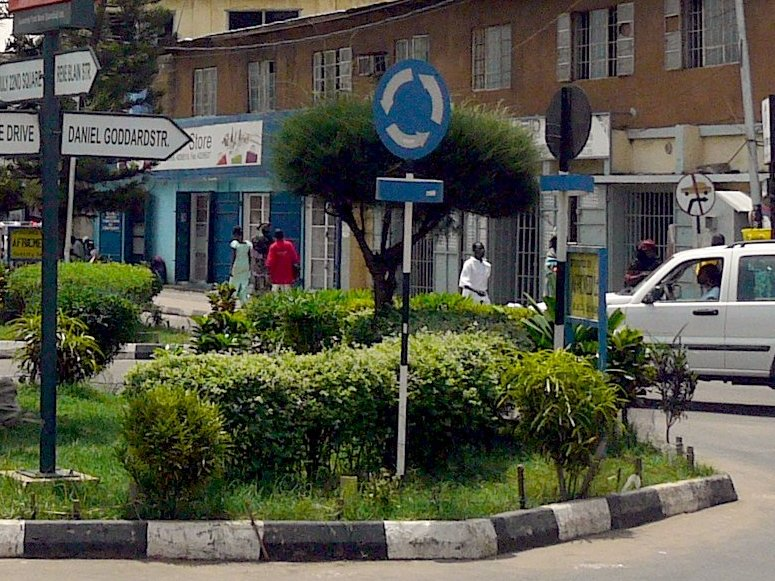
Roundabout: Kreisverkehr
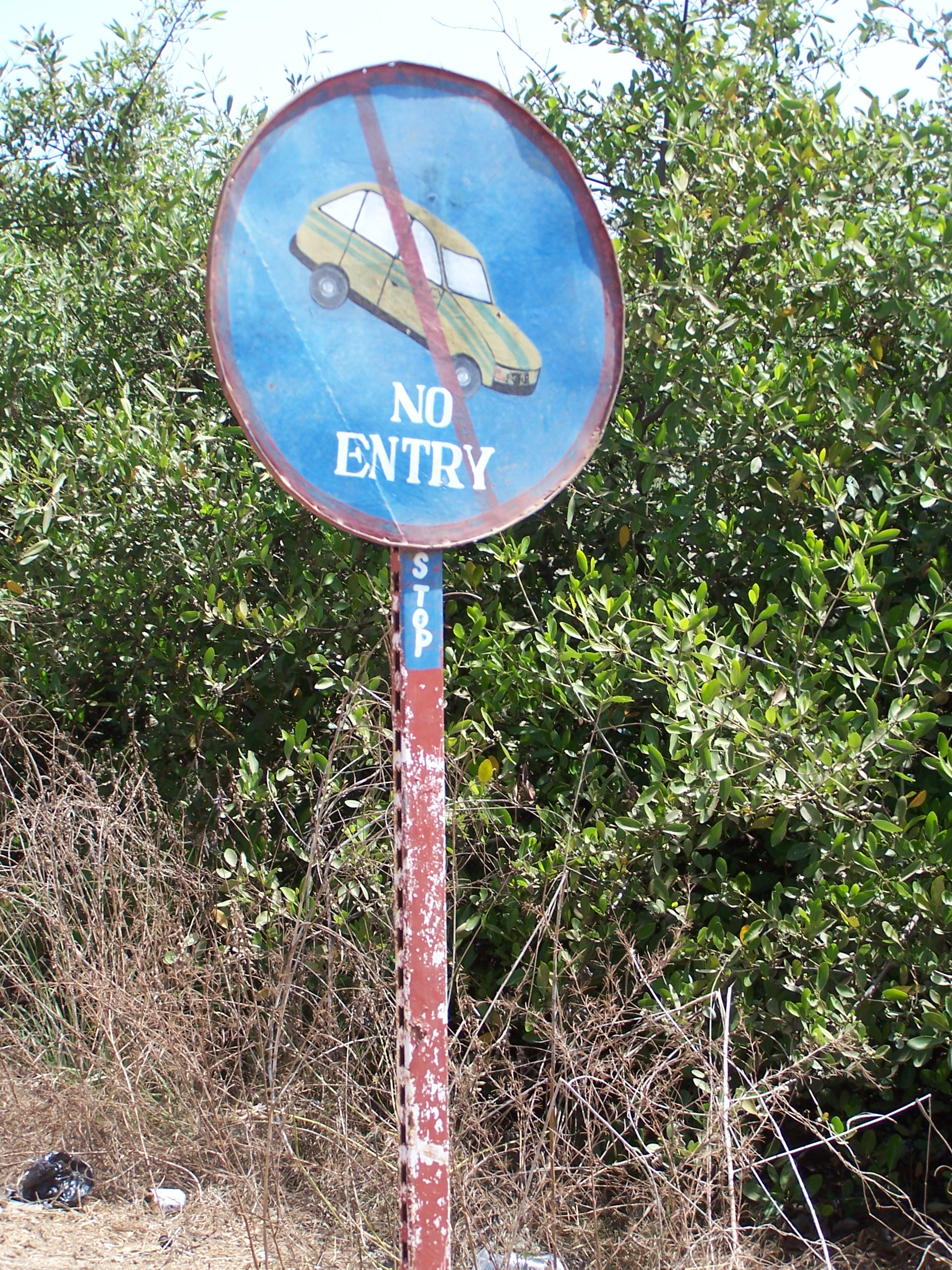
No yellow taxis: Einfahrverbot für gelbe Taxen
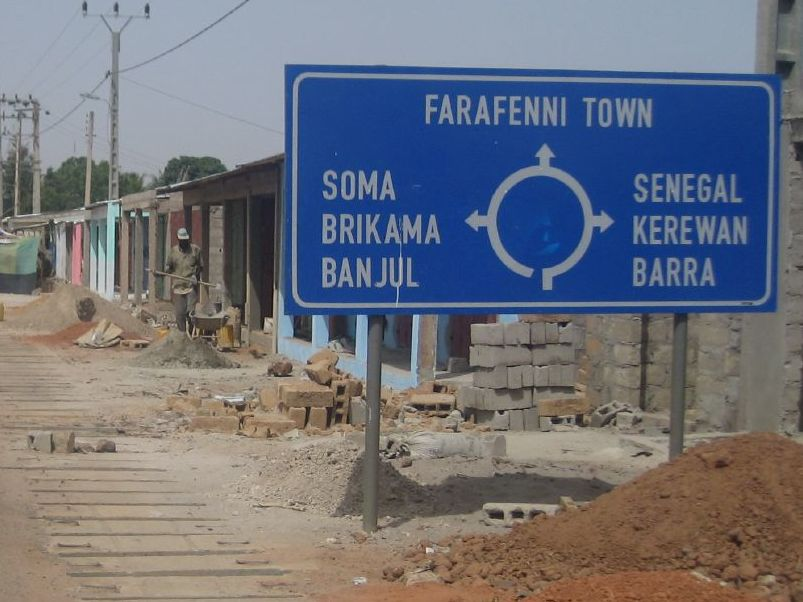
Wegweiserschild vor einem Kreisverkehr